# Alejandro Quijada
Alejandro Quijada, né le 7 mars 2001, est un athlète espagnol spécialiste du 3 000 m steeple.

## Biographie
Il remporte la médaille d'or du steeple lors des championnats d'Europe espoirs 2023 à Espoo. 
En 2024, il décroche la médaille d'or des championnats ibéro-américains à Cuiabá.

## Palmarès
| Date | Compétition                   | Lieu   | Résultat | Temps         |
| ---- | ----------------------------- | ------ | -------- | ------------- |
| 2023 | Championnats d'Europe espoirs | Espoo  | 1er      | 8 min 28 s 91 |
| 2024 | Championnats ibéro-américains | Cuiabá | 1er      | 8 min 36 s 03 |

## Records
| Épreuve         | Temps         | Lieu   | Date          |
| --------------- | ------------- | ------ | ------------- |
| 3 000 m steeple | 8 min 24 s 38 | Huelva | 30 avril 2024 |